# サッカーオークニー諸島代表
サッカーオークニー諸島代表（サッカーオークニーしょとうだいひょう）は、オークニー諸島アイランドゲームズ協会により編成されるオークニー諸島のサッカーのナショナルチームである。FIFA及びUEFAに加盟していない。毎年Milne Cupにおいてシェトランド諸島と対戦している。
国際アイランドゲームズ協会にも属しており、アイランドゲームズのサッカー競技にも参加した。2003年の8位が最高で、オルダニー島（2003年、3-1）とフォークランド諸島（2005年、2-0）にしか勝ったことが無く弱い部類に入る。だが、これまでにUEFA欧州選手権やFIFAワールドカップのヨーロッパ予選に参加経験のあるフェロー諸島から2勝を挙げている。